# Mercedes-AMG F1 W11 EQ Performance
O Mercedes-AMG F1 W11 EQ Performance é o modelo de carro de corrida construído pela equipe da Mercedes para a disputa do Campeonato Mundial de Fórmula 1 de 2020, foi pilotado por Lewis Hamilton, Valtteri Bottas e George Russell — este último apenas no Grande Prêmio de Sakhir. As primeiras imagens da pintura do F1 W11 EQ Performance foram divulgadas em 10 de fevereiro, com o carro sendo oficialmente lançado em 14 de fevereiro. Sua estreia estava inicialmente programada para acontecer no Grande Prêmio da Austrália de 2020, mas devido a pandemia de COVID-19, sua estreia ocorreu somente no Grande Prêmio da Áustria, a primeira prova da temporada de 2020.
No dia 29 de junho de 2020, a Mercedes anunciou que disputaria a temporada de 2020 da Fórmula 1 com um carro todo pintado de preto, como forma de apoiar o combate ao racismo. Lewis Hamilton tem se mostrado bastante ativo no posicionamento contra a discriminação racial, depois do assassinato do norte-americano, George Floyd.
Esse modelo conquistou o título do Mundial de Construtores de 2020 antecipadamente no Grande Prêmio da Emília-Romanha e de pilotos com Lewis Hamilton no Grande Prêmio da Turquia.
A pandemia também causou o adiamento dos regulamentos técnicos que estavam planejados para serem introduzidos em 2021. Com isso, sob um acordo entre as equipes e a FIA, os carros com especificações de 2020 — incluindo o F1 W11 EQ Performance — terão sua vida útil estendida para competir em 2021, com a Mercedes produzindo um chassi atualizado denominado Mercedes-AMG F1 W12 E Performance.